# Hans Vaihinger
Hans Vaihinger (Nehren, 25 de setembro de 1852 — Halle an der Saale, 18 de dezembro de 1933) foi um filósofo alemão mais conhecido como acadêmico de  Kant e por sua obra Die Philosophie des Als Ob (A filosofia do "como se"), publicada em 1911, mas escrita mais de trinta anos antes.
Vaihinger nasceu em Nehren (Württemberg), Alemanha, perto de Tübingen, e foi criado como ele próprio descreveu como um "ambiente muito religioso". Ele foi educado em Tübingen, Leipzig e Berlin, tornando-se um tutor e, posteriormente, um professor de filosofia em Estrasburgo antes de ir para a universidade em Halle em 1884. A partir de 1892, tornou-se catedrático.

## A filosofia do "como se"
Em seu livro Philosophie des Als Ob, Vaihinger argumentou que os seres humanos nunca podem realmente conhecer a realidade subjacente do mundo e que como resultado, constroem sistemas de pensamento para em seguida, assumir que isso combina a realidades: nós nos comportamos "como se" o mundo correspondesse aos nossos modelos. Em particular, ele usou exemplos das ciências físicas, como prótons, elétrons, e ondas eletromagnéticas. Nenhum desses fenômenos foram observados diretamente, mas a ciência finge que eles existem e usa observações feitas nestes pressupostos para criar novas e melhores construções.
Vaihinger admitiu que teve vários precursores, especialmente a obra Teoria das ficções de Jeremy Bentham . No prefácio da edição em inglês de seu trabalho, Vaihinger expressou seu "Princípio do ficcionalismo". Isto é que "uma ideia cuja inverdade teórica ou incorreção, ou seja, cuja falsidade é admitida, não é por essa razão inválida ou inútil; pois tal ideia, apesar de sua nulidade teórica, pode possuir grande importância prática" Além disso, Vaihinger negou que sua filosofia era uma forma de ceticismo, porque o ceticismo implica uma dúvida, enquanto que em sua filosofia 'como se' da aceitação de ficções patentemente falsas justifica-se como uma solução não-racional e pragmática a problemas que não têm respostas racionais.
A filosofia 'como se' de Vaihinger pode ser vista como uma das premissas centrais sobre as quais George Kelly se baseia. Kelly creditou Vaihinger por influenciar sua teoria, especialmente a ideia de que nossas construções são vistas mais como hipóteses úteis, do que representações da realidade objetiva. Kelly escreveu: "a filosofia de Vaihinger tem um valor para a psicologia(...) Vaihinger começou a desenvolver um sistema de filosofia que chamou de "filosofia do 'como se' ", em que ofereceu um sistema de pensamento no qual Deus e a realidade podem ser melhor representados como paradigmas. Isso não quer dizer que Deus ou a realidade era menos certos do que qualquer outra coisa no reino da consciência do homem, mas apenas que todas as questões que confrontam o homem podem melhor ser consideradas na forma hipotética".
O livro The Sense of an Ending (1967) de Frank Kermode fez uma menção de Vaihinger como um útil metodólogo de narratividade. Ele diz que "ficções literárias pertencem à categoria de Vaihinger de 'o conscientemente falso'. Eles não estão sujeitos, como hipóteses, a prova ou refutação, apenas, se vierem a perder a sua eficácia operacional para a negligência".
Mais tarde, James Hillman desenvolveu as obras de  Vaihinger e Adler com ficções psicológicas como um tema central da sua obra Healing Fiction em que faz um de seus casos mais acessíveis para identificar a tendência de literalizar, ao invés de "ver através dos nossos sentidos", com a neurose e a loucura.

## Recepção crítica e legado
Durante sua vida as obras de Vaihinger foram geralmente bem recebidos tanto na Alemanha como no exterior, especialmente nos Estados Unidos. Quando, em 1924, a sua filosofia de 'como se' foi publicada em Inglês, o livro original de 1911 já estava em sua sexta edição. No entanto, o jornalista norte-americano H. L. Mencken foi contundente em sua crítica do livro, que ele descartou como sem importância, "nota de rodapé de todos os sistemas existentes". Vaihinger também foi criticado pelos  positivistas lógicos que fizeram "curtas referências depreciativas" ao seu trabalho.
Após a sua morte e a mudança radical intelectual que se seguiu à Segunda Guerra Mundial, a obra de Vaihinger recebeu pouca atenção dos filósofos. Coube aos psicólogos, como Kelly e escritores como Kermode recorrerem de suas ideias centrais. No entanto, o interesse dos estudiosos da literatura continuou modestamente com a publicação de um recente "literatura crítica Vaihinger-flexionada". Ainda pode haver um renascimento do interesse nos círculos de filosofia também. A reavaliação de Vaihinger pelo filósofo americano Arthur Belas concluiu que Vaihinger era realmente o "proeminente filósofo da modelagem do século XX".
Outro filósofo a utilizar-se fundamentalmente da tese de Vaihinger foi Hans Kelsen. Para o jurista, a norma fundamental tem a mesma proposta da filosofia do como-se: "A norma fundamental de uma ordem jurídica ou moral positivas não é positiva, mas meramente pesada, e isto significa uma norma fictícia, não o sentido de um real ato de vontade, mas sim de um ato meramente pensado. Como tal, ela é uma pura ou "verdadeira" ficção no sentido da vaihingeriana Filosofia do Como-Se, que é caracterizada pelo fato de que ela não somente contradiz a realidade, como também é contraditória em si mesma." KELSEN, Hans. Teoria geral das normas. Fabris editos, 1980, p. 328.

## Obras
- 1876 Hartmann, Dühring und Lange (Hartmann, Dühring e Friedrich Albert Lange)
- 1897-1922 Kant-Studien, founder and chief editor
- 1899 Kant — ein Metaphysiker? (Kant — a Metaphysician?)
- 1902 Nietzsche Als Philosoph (Nietzsche as Philosopher)
- 1906 Philosophie in der Staatsprüfung. Winke für Examinatoren und Examinanden. (Philosophy in the Degree. Cues for teachers and students.)
- 1911 Philosophie des Als Ob
- 1922 Commentar zu Kants Kritik der reinen Vernunft (Commentary on Kant's Critique of Pure Reason), editsdo por Raymund Schmidt
- 1924 The Philosophy of 'As If': A System of the Theoretical, Practical and Religious Fictions of Mankind, Trad. por C. K. Ogden, Barnes and Noble, New York, 1968 (First published in England by Routledge and Kegan Paul, Ltd., 1924).